# Drassodes fugax
Drassodes fugax är en spindelart som först beskrevs av Simon 1878.  Drassodes fugax ingår i släktet Drassodes och familjen plattbuksspindlar. Inga underarter finns listade i Catalogue of Life.